# 刘宇 (东平王)
刘宇（前1世纪前76年至前52年—前20年），汉宣帝第四子，生母婕妤公孫徵史。

## 生平
生年没有记载。甘露二年（前52年）九月，被宣帝立为東平王。哥哥汉元帝即位后，前往封国。刘宇勾结坏人，在封地犯法，不孝顺母亲，元帝、成帝经常斥责他。他虐待失宠的妃子朐臑，朐臑想要向朝廷告发他的过失，被刘宇得知，将她绞死。刘宇向朝廷要《史记》和诸子百家的书籍，大将军王凤对汉成帝说，《史记》中有战国纵横术，诸子百家中有非议儒家的内容，建议不给刘宇。鴻嘉元年（前20年），薨逝于東平官邸，谥号東平思王，子煬王劉雲嗣位。

## 子嗣
- 東平煬王劉雲
- 栗郷頃侯劉護
- 桑丘侯劉頃
- 桃鄉頃侯劉宣
- 富陽侯劉萌
- 西陽頃侯劉並

## 延伸阅读
[在维基数据编辑]
 《漢書·卷080》，出自班固《漢書》